# مونتروز (ویرجینیا)
مونتروز (به انگلیسی: Montrose) یک منطقهٔ مسکونی در ایالات متحده آمریکا است که در شهرستان هنریکو، ویرجینیا واقع شده‌است. مونتروز ۸٫۵ کیلومتر مربع مساحت و ۷٬۹۹۳ نفر جمعیت دارد و ۴۹ متر بالاتر از سطح دریا واقع شده‌است.